# Edel Apoula
Edima Edel Bete Apoula (Edel Apoula) (født 17. Juni i 1986 i Yaoundé, Cameroun) er en camerounsk-armensk fodboldspiller som på nuværende tidspunkt spiller i FC Pune City. Han har armensk statsborgerskab. Han har gennem karrieren blandt andet spillet for Paris Saint-Germain i Frankrig, samt for Hapoel Tel Aviv i Israel.

## Landshold
Edel Apoula fik sin landskampsdebut for Armeniens landshold mod Rumænien 8. Juni 2005. Siden er det blevet til 6 landskampe.